# Spasimo
Spasimo (titolo originale Hets) è un film del 1944 diretto da Alf Sjöberg, tratto da uno scritto di  Ingmar Bergman.
Vinse il Grand Prix du Festival International du Film come miglior film al Festival di Cannes 1946. Fu presentato alla Mostra del cinema di Venezia il 28 agosto 1947.

## Trama
Un severo professore di latino, soprannominato dai suoi allievi "Caligola", opprime con perverso sadismo tutti gli alunni della sua classe ed inoltre una giovane commessa di una tabaccheria, causandone indirettamente la morte per eccessiva assunzione di alcoolici. Uno degli allievi del professore, divenuto amante della ragazza trova il coraggio di affrontare il professore, ma, in seguito alle accuse di "Caligola", viene allontanato dalla scuola dal preside. Il giorno successivo al conseguimento del diploma da parte dei compagni del protagonista, il  preside stesso va in visita presso lo studente nella camera in precedenza abitata dalla ragazza, dove egli intende stabilirsi dopo aver lasciato la casa dei genitori, per indurlo a più miti consigli, a ritornare dai genitori e a riprendere posto nella società, dalla quale era andato distaccandosi in seguito alla vicenda. Presto la mattina successiva, lo studente, preso con sé il gattino della ragazza, lascia la stanza e, dopo aver lasciato al suo destino "Caligola", che si era presentato chiedendo comprensione, cammina sorridendo verso la città che si desta.

## Realizzazione
Il film venne ricavato da uno scritto di Bergman letto dal regista Gustaf Molander che ne raccomandò la realizzazione in immagini. Il testo del giovane autore, aspirante cineasta della "Filmstaden", la cinecittà svedese che si trovava a Råsunda vicino alla capitale, venne comprato dalla "Svensk Filmindustri" per la cifra di cinquemila corone e Alf Sjöberg, con la collaborazione dello stesso Bergman in veste di segretario di edizione, lo decodificò in immagini.

## Critica
Dramma dai risvolti psicologici che utilizza un forte linguaggio espressionista, ottenne il plauso della critica. Alcuni vollero vedere nel film una denuncia al nazismo, sottolineando come il professore leggesse "Dagposten", un giornale svedese piuttosto favorevole ai nazisti, e assomigliasse a Himmler, capo della Gestapo.

## Titoli con cui è stato distribuito
- Hets (Svezia), 2 ottobre 1944
- Forfulgt (Danimarca), 21 dicembre 1944
- Frenzy (Regno Unito)
- Hets (Norvegia)
- Die Hörige (Germania), 29 luglio 1967, (titolo alternativo: Hets - Raserei)
- Kiihko (Finlandia), 22 febbraio 1946
- Modae (Giappone)
- El sádico (Uruguay)
- Skandal (Polonia)
- Stvanice (Cecoslovacchia)
- Suplicio (Argentina)
- Torment (Stati Uniti d'America), 21 aprile 1947, (New York)
- Tortura (Portogallo)
- Tortura (Spagna)
- Tourments (Francia), settembre 1946, (Festival di Cannes),  il film è talvolta conosciuto col titolo alternativo L'Epreuve
- Messico, 29 giugno 2002, (Cineteca Nacional)